# Joe Maddon
Joseph John Maddon Jr. (West Hazleton, 8 febbraio 1954) è un allenatore di baseball ed ex giocatore di baseball statunitense, attuale allenatore dei Los Angeles Angels della Major League Baseball (MLB).

## Biografia

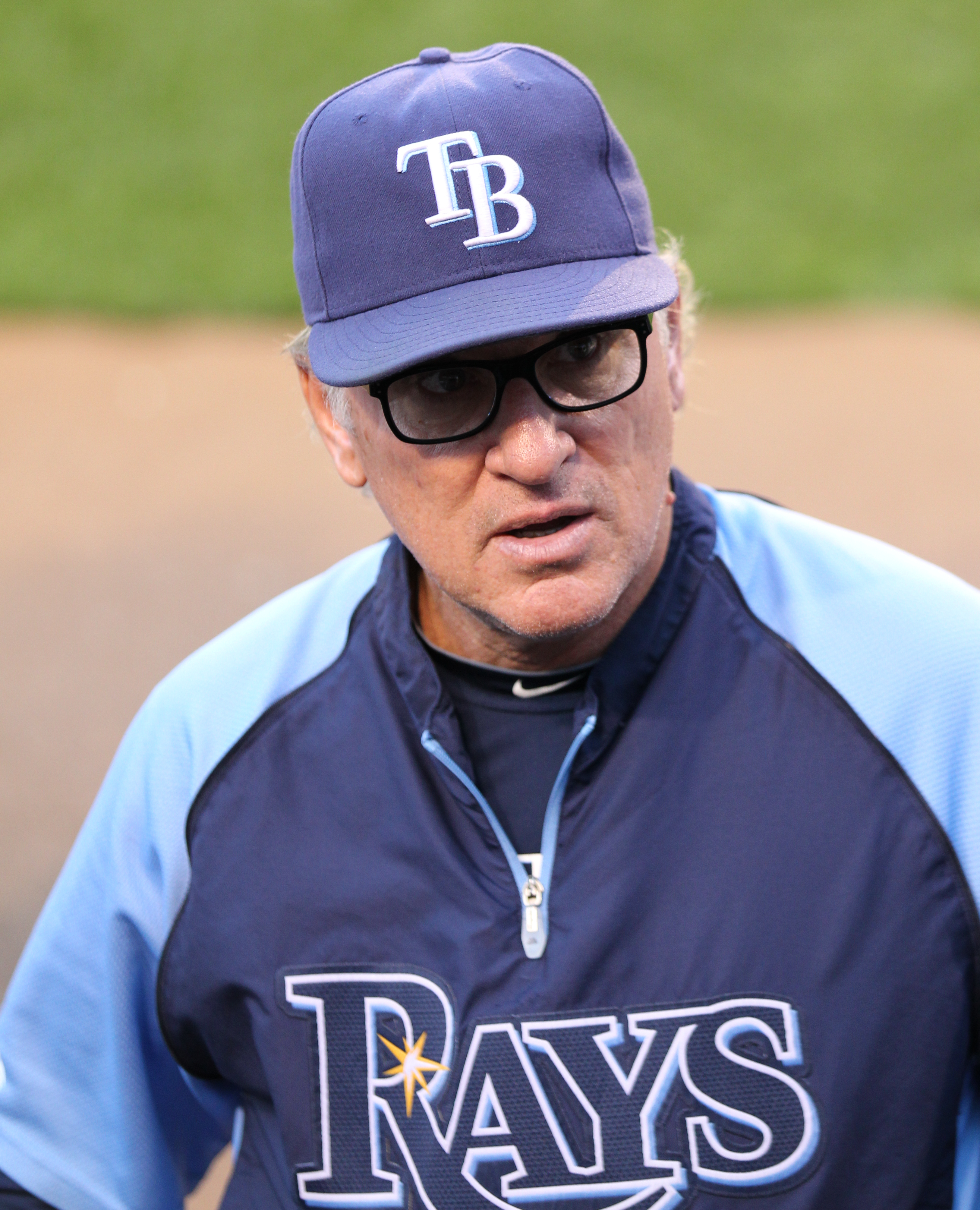
Maddon con i Rays nel 2011

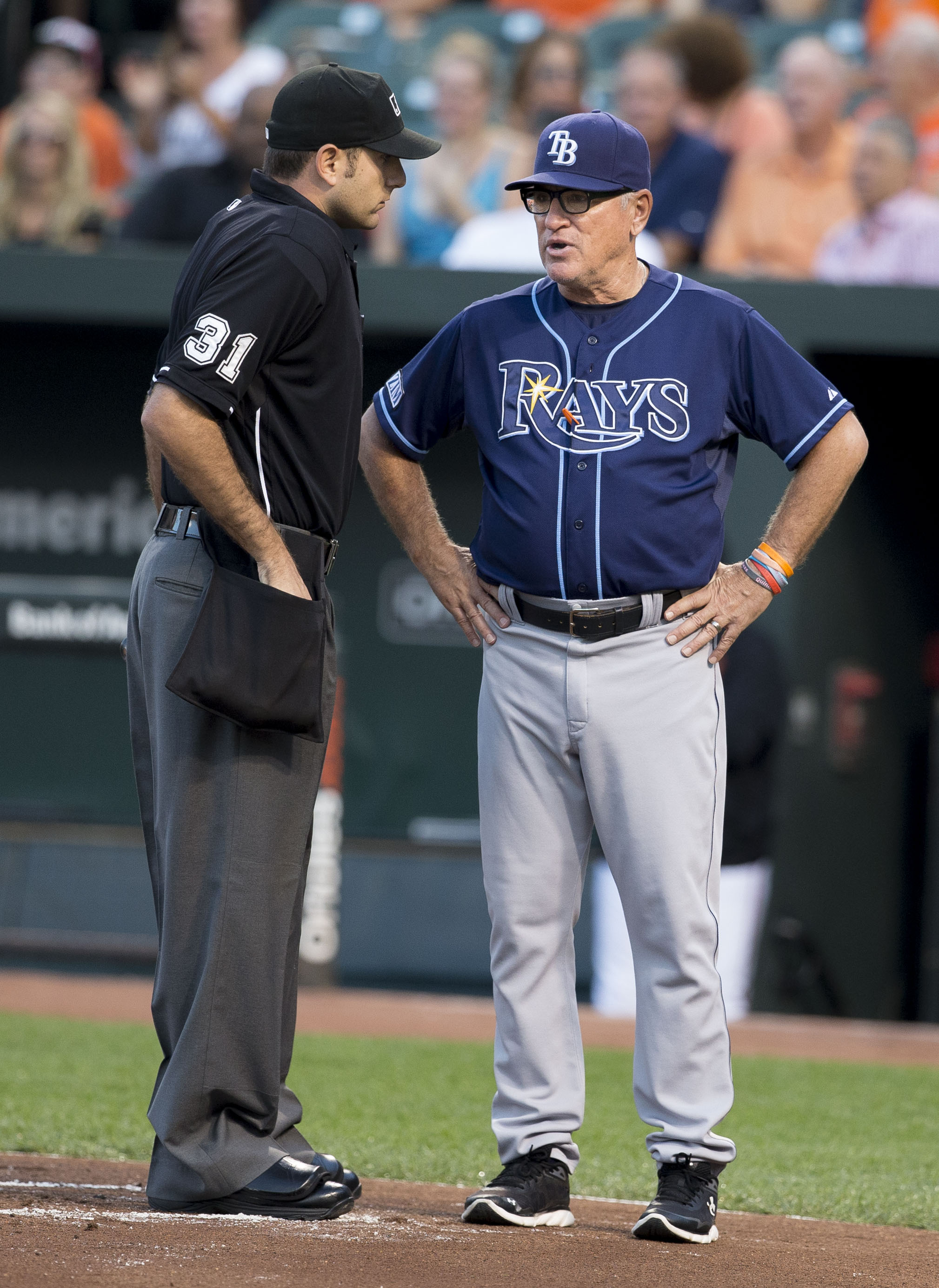
Joe Maddon mentre parla ad un arbitro nel 2014

Maddon è nato a West Hazleton in Pennsylvania, da padre di origine italiana, Joe Madonnini Sr. (cognome che fece poi abbreviare in Maddon) e madre polacca, Albina Klocek, crescendo in un appartamento sopra il negozio di idraulica del padre. Maddon frequentò la Hazleton High School di Hazleton e successivamente si iscrisse al Lafayette College di Easton. Nel 1975 firmò da free agent con i California Angels. Iniziò a giocare nel 1976 nella classe A, categoria in cui restò per tutta la carriera agonistica, fino al 1979, nel ruolo di ricevitore.
Conclusa la sua carriera di giocatore, iniziò quella di allenatore nell'organizzazione degli Angels. Nel 1981 allenò gli Idaho Falls Angels della classe Rookie, nel 1982 e 1983, i Salem Angels nella classe A-breve, nel 1984 i Peoria Chiefs della classe A e nelle stagioni 1985 e 1986, i Midland Angels della Doppia-A. Dopo aver servito come istruttore itinerante della Minor League dal 1987 al 1993, Maddon venne promosso allenatore nella MLB. Iniziò come allenatore di prima base nel 1994, ruolo in cui militò fino al 1996.
Sempre nel 1996 divenne capo allenatore degli Angels per tre settimane in sostituzione di John McNamara, assente per motivi di salute. Nel 1997 venne spostato al ruolo di bench coach. Tornò a ricoprire il ruolo di capo allenatore nel corso della stagione 1999, in sostituzione di Terry Collins. Nel 2000 tornò a ricoprire il ruolo di bench coach, che mantenne fino al 2005. Proprio come bench coach nel 2002 divenne campione, con la conquista delle World Series da parte degli Angels.
Il 15 novembre 2005, Maddon venne assunto come capo allenatore dei Tampa Bay Devil Rays, ruolo che ricoprì dal 2006 al 2014, vincendo l'American League Championship Series 2008 e portando così i Rays a disputare la loro prima World Series; persa poi contro i Phillies per 4-0. Al termine della stagione venne nominato Allenatore dell'anno della American League.
Dopo aver rinunciato al suo contratto dopo la stagione 2014, venne ingaggiato dai Chicago Cubs, che portò a disputare la National League Championship Series 2015, persa 4-0 contro i Mets. Venne nominato per la seconda volta Allenatore dell'Anno, questa volta della National League.
Nel 2016, Maddon portò i Cubs alla conquista del loro terzo titolo delle World Series, l'ultimo fu vinto dalla squadra nel 1908, 108 anni prima.
Nel 2018 venne nominato per la terza volta Allenatore dell'anno.
Il 16 ottobre 2019, venne ingaggiato con un contratto triennale come allenatore dei Los Angeles Angels, squadra in cui aveva già militato a lungo in passato.

## Palmarès

### Club
- World Series: 2

Anaheim Angels: 2002
Chicago Cubs: 2016

### Individuale
- Allenatore dell'anno: 3

2008, 2015, 2018